# Menjamel galtaargentat
El menjamel galtaargentat (Lichmera argentauris) és un ocell de la família dels melifàgids (Meliphagidae).

## Hàbitat i distribució
Habita arbres amb flors i palmeres de moltes illes petites de les Moluques (illes Halmahera, Damar i Lusaolate) i les Raja Ampat (Gege, Waigeo, Schilpad i Misool).